# Sečovská Polianka
Sečovská Polianka es un municipio del distrito de Vranov nad Topľou en la región de Prešov, Eslovaquia, con una población estimada a final del año 2024 de 2619 habitantes.
Se encuentra ubicado en el centro-sur de la región, cerca del río Topľa (cuenca hidrográfica del río Tisza) y de la frontera con la región de Košice.

## Demografía
| Año        | 1994 | 2004    | 2014    | 2024    |
| ---------- | ---- | ------- | ------- | ------- |
| Población  | 2560 | 2666    | 2780    | 2619    |
| Diferencia |      | +4,14 % | +4,27 % | −5,79 % |

| Año        | 2023 | 2024    |
| ---------- | ---- | ------- |
| Población  | 2644 | 2619    |
| Diferencia |      | −0,94 % |